# 긴급 명령 (영화)
《긴급 명령》(영어: Clear and Present Danger)는 1994년에 공개된 미국의 액션 스릴러 영화이다.

## 한국어 더빙 성우진

### MBC (2000년 2월 5일)
- 양지운 - 잭 라이언 (해리슨 포드)
- 이윤연 - 존 클라크 (윌럼 더포)
- 신성호 - 필릭스 코르테즈 (조아큄 드 알메이다)
- 최성우 - 캐시 라이언 (앤 아처)
- 이종혁 - 어네스토 에스코베도 (미구엘 샌도발)
- 박지훈 - 그리어 국장 (제임스 얼 존스)
- 황일청
- 김용식
- 김태훈
- 홍승옥
- 조향이
- 안장혁
- 안지환
- 최원형
- 김영선
- 이철용
- 정남
- 최석필
- 김용준
- 송준석
- 이상범
- 최수진
- 박선영
- 표영재
- 최한
- 채의진

#### MBC판 스태프
- 번역 - 이나미
- 그래픽 - 우상원
- 효과 - 김홍식, 고길남
- 녹음, 믹싱 - 김준수
- 편집 - 박원희, 오영철
- 편집감독 - 오영삼
- 연출 - 한훈기